# Ie Aquaduct
Het Ie Aquaduct (Fries: Ie-Akwadukt) is een aquaduct in de Ee (Fries: De Ie) aan de zuidzijde van het dorp Woudsend in de Nederlandse provincie Friesland.
Het aquaduct is op 15 september 2007 opengesteld voor verkeer op de zuidelijke rondweg bij Woudsend in de N928. Het Ie Aquaduct, gebouwd door bouwbedrijf Strukton, is een van de vijf aquaducten die deel uitmaken van het Friese Merenproject. Voorheen moest alle verkeer door het centrum van Woudsend over een smalle brug.
De opening moest bijna uitgesteld omdat de bouwer zich beriep op het retentierecht naar aanleiding van een geschil met de provincie Friesland over de betaling van meerwerk binnen het project. In een kort geding op 10 september 2007 werd de provincie in het gelijk gesteld en aannemer Strukton gedwongen het aquaduct op 14 september op te leveren.
Galamadammen · Geeuw · Hendrik Bulthuis ·  Houkesloot · Ie · Jeltesloot · Langdeel · Leppa · Margaretha Zelle · M.C. Escher · Mid-Fryslân · Prinses Margriet · Richard Hageman · Van Harinxmakanaal (Harlingen)